# Coppa di Lega (hockey su pista)
La Coppa di Lega, dal 2017 nota anche come Federation Cup o Coppa della Federazione, è una competizione italiana di hockey su pista riservata alle squadre di club.
La manifestazione non si è svolta con periodicità regolare e ha conosciuto diversi cambiamenti nella formula nonché nei criteri di ammissione.

## Storia
Un primo torneo con la denominazione di «Coppa di Lega» fu disputato nel giugno del 1985 e si concluse con la vittoria del Follonica.
Successivamente, a partire dal 1998-1999, la Lega Nazionale Hockey organizzò una manifestazione strutturata a cadenza annuale, che si svolse per quattro stagioni consecutive ed era circoscritta alle squadre partecipanti al massimo campionato.
Nel 2009-2010 ebbe luogo un'edizione speciale del torneo, promossa con la finalità di sperimentare il nuovo regolamento internazionale dell'hockey su pista, entrato in vigore nel settembre 2009. La competizione, a cui presero parte tutte le società italiane di ogni categoria, vide il successo finale dell'Amatori Lodi.
Nel 2017 la FISR dispose la reintroduzione della Coppa di Lega con la denominazione di «Federation Cup»; sono tenuti a partecipare al torneo – programmato per la parte conclusiva della stagione agonistica – tutti i club italiani, fatta eccezione per quelli partecipanti alle semifinali dei play-off scudetto, ai play-off di Serie A2 e alla fase finale di Serie B.

### Le Coppe di Lega "minori"
Dal 1996-1997 al 2008-2009 fu disputata anche la Coppa di Lega riservata alle compagini di Serie A2 e, dal 2002-2003 al 2010-2011, quella riservata ai club di Serie B.

## Albo d'oro
| Stagione       | Data                   | Vincitore (numero vittorie) | Finalista perdente     | Risultato              | Sede della finale/i                  |
| -------------- | ---------------------- | --------------------------- | ---------------------- | ---------------------- | ------------------------------------ |
| 1984-1985 (1ª) | 30 giugno 1985         | Follonica                   | Reggiana               | Girone finale          |                                      |
| 1986-1998      | Edizioni non disputate | Edizioni non disputate      | Edizioni non disputate | Edizioni non disputate | Edizioni non disputate               |
| 1998-1999 (2ª) | 19 dicembre 1998       | Novara                      | Prato Primavera        | 5-2                    | Novara - Palasport Dal Lago          |
| 1999-2000 (3ª) | 18 giugno 2000         | Novara (2)                  | Prato Primavera        | 3-1                    | Novara - Palasport Dal Lago          |
| 2000-2001 (4ª) | 23 giugno 2001         | Novara (3)                  | Bassano 54             | 3-1                    | Prato - PalaRogai                    |
| 2001-2002 (5ª) | 16 febbraio 2002       | Prato Primavera             | Modena                 | Girone finale          | Prato - PalaRogai                    |
| 2003-2009      | Edizioni non disputate | Edizioni non disputate      | Edizioni non disputate | Edizioni non disputate | Edizioni non disputate               |
| 2009-2010 (6ª) | 13 giugno 2010         | Amatori Lodi                | Bassano 54             | 6-2                    | Lodi - PalaCastellotti               |
| 2010-2017      | Edizioni non disputate | Edizioni non disputate      | Edizioni non disputate | Edizioni non disputate | Edizioni non disputate               |
| 2017-2018 (7ª) | 10 giugno 2018         | Sarzana                     | Bassano                | 7-1                    | Sandrigo - Palasport                 |
| 2018-2019 (8ª) | 9 giugno 2019          | Sarzana (2)                 | UVP Bassano            | 7-0                    | Correggio - Palasport Dorando Pietri |

### Edizioni vinte e secondi posti per squadra
| Squadra         | Vittorie | Secondi posti | Anni vittorie    | Anni secondi posti     |
| --------------- | -------- | ------------- | ---------------- | ---------------------- |
| Novara          | 3        | 0             | 1999, 2000, 2001 |                        |
| Sarzana         | 2        | 0             | 2018, 2019       |                        |
| Prato Primavera | 1        | 2             | 2002             | 1999, 2000             |
| Follonica       | 1        | 0             | 1985             |                        |
| Amatori Lodi    | 1        | 0             | 2010             |                        |
| Bassano         | 0        | 4             |                  | 2000, 2010, 2018, 2019 |
| Reggiana        | 0        | 1             |                  | 1985                   |
| Modena          | 0        | 1             |                  | 2002                   |

### Riepilogo vittorie per regione
| Regione   | Titoli | Squadre vincenti                   |
| --------- | ------ | ---------------------------------- |
| Piemonte  | 3      | Novara (3)                         |
| Liguria   | 2      | Sarzana (2)                        |
| Toscana   | 2      | Follonica (1), Prato Primavera (1) |
| Lombardia | 1      | Amatori Lodi (1)                   |